# Serbestî
Serbestî (in turco ottomano "Libertà") era un giornale ottomano. Fu fondato nel 1908 da Mevlânzade Rıfat, che nel 1924 sarebbe diventato una delle 150 persone non grate della neonata Repubblica di Turchia, a causa della sua opposizione al movimento indipendentista guidato da Mustafa Kemal.
Il giornale si opponeva al Comitato Unione e Progresso (CUP), che stava acquisendo potere in quel periodo. Il redattore capo di Serbestî, Hasan Fehmi, fu assassinato il 6 aprile 1909 da ignoti. 
In seguito a questo episodio, Mevlanzade Rifat Bey lasciò Istanbul e si stabilì a Parigi, dove pubblicò Serbestî per un breve periodo. Successivamente si recò in Egitto, continuando la pubblicazione fino al febbraio 1910, quando il giornale fu vietato
Dopo il suo ritorno nell'Impero Ottomano, il 12 luglio 1912 riprese la pubblicazione del Serbestî a İstanbul, ma nel settembre dello stesso anno il giornale fu nuovamente vietato dalle autorità ottomane. Fu ripreso successivamente e pubblicato, con alcune interruzioni, fino al 1923